# Howard Brenton
Howard John Brenton, né à Portsmouth, Hampshire, le 13 décembre 1942 est un écrivain dramaturge britannique.
Il est le fils de Donald Henry Brenton et de Rose Lilian (Lewis), et le mari de Jane Margaret Brenton.

## Premières années
Howard Brenton a suivi des études  dans la Chichester High School puis dans  le St Catharine's College de Cambridge.
Durant son séjour à Cambridge, il a publié Ladder of Fools, en 1965. Sa pièce en un acte It's My Criminal, a été jouée au Royal Court Theatre en 1966. 
En 1969, il a rejoint le Portable Theatre (fondé par David Hare et Tony Bicat), pour lequel il écrit Christie in Love, joué par le Royal Court's Theatre Upstairs en 1969 et Fruit en 1970.
Il est aussi l'auteur de Winter, Daddykins (1966), Revenge pour le Royal Court Theatre Upstairs et la trilogie Heads, Gum & Goo et The Education of Skinny Spew (1969). Il écrit ensuite Wesley (1970), Scott of the Antarctic et A Sky-blue Life (1971), Hitler Dances, How Beautiful With Badges, et une adaptation de Measure for Measure en 1972.

## Carrière
En 1973, Howard Brenton et David Hare sont sollicités par Richard Eyre pour écrire une « grosse » pièce pour le Nottingham Playhouse. « Le résultat fut Brassneck, qui offrit un panorama satirique désopilant de l'Angleterre depuis 1945, dépeignant les hauts et les bas vertigineux d'une famille égoïste des Midlands... depuis le moment où elle chante the Red Flag en 1945 jusqu'à celui où elle passe de la drogue venant d'Asie, dans la décadences des années 70. » - Michael Billington, critique littéraire, en 2007.  
Brassneck est suivi l'année suivante par The Churchill Play (en), à nouveau mis en scène par Richard Eyre au Nottingham Playhouse (1974), une autre pièce sur l'état de la nation, évoquant le conflit grandissant entre sécurité et liberté. La pièce commence par l'image glacée de Churchill mort, se dressant de son catafalque, dans le hall de Westminster. 
Le succès suivant d'Howard Brenton est Weapons of Happiness (en), qui évoque une grève dans une usine du Sud de Londres avec un Josef Frank encore vivant, commandée par le National Theatre pour son nouveau Lyttelton Theatre et mis en scène par Hare en juillet 1976, qui obtient le Prix de la meilleure pièce délivré par l'Evening Standard.  
Howard Brenton gagne en notoriété grâce à sa pièce The Romans in Britain (en), d'abord mise en scène au National Theatre en octobre 1980, qui fait un parallèle entre l'conquête romaine de la Grande-Bretagne et la présence militaire britannique en Irlande du Nord. Mais ce ne fut pas cet aspect politique qui retient alors l'attention : en fait, c'est le viol anal d'un druide (joué par Greg Hicks) par un centurion romain (Peter Sproule) qui déclencha le scandale et des poursuites judiciaires lancées par la puritaine Mary Whitehouse contre le metteur en scène de la pièce Michael Bogdanov. Mais les poursuites furent abandonnées par la propre équipe d'avocats de Mary Whitehouse quand il devint évident qu'elles n'aboutiraient pas.
Le sujet de la comédie politique Pravda de 1985, écrite en collaboration avec David Hare qui en assure aussi la mise en scène, est décrit avec pertinence par Michael Billington dans The Guardian, le 3 mai 1985 comme « the rapacious absorption of chunks of the British press by a tough South African entrepreneur, Lambert Le Roux... admirablement personnifié par Anthony Hopkins qui articulait chaque réplique, avec un accent Afrikaans parfait, comme si le reste du monde était composé d'idiots ». La cible de cette satire est généralement identifiée comme étant l'Australien propriétaire de presse Rupert Murdoch, mais la question principale de la pièce était celle des dangers pour la société du droit de propriété pour des monopoles médiatiques. Anthony Hopkins joue là un de ses meilleurs rôles et donne un avant-goût de sa composition du personnage d'Hannibal Lecter à l'écran.
En 2008, beaucoup de critiques littéraires expriment leur surprise lorsque Howard Brenton, longtemps perçu comme un extrémiste de gauche, auteur avec Tariq Ali de plusieurs brandons anti-establishment, écrit une pièce racontant la vie de Harold Macmillan avec une sympathie non dissimulée pour l'ancien ministre conservateur.
Il est membre du comité de parrainage du Tribunal Russell sur la Palestine dont les travaux ont été présentés le 4 mars 2009.

## Œuvres

### Œuvre théâtrale
- Christie in Love, Portable Theatre, Royal Court Theatre Upstairs (1969)
- Gum and Goo (1969)
- Revenge, Royal Court Theatre Upstairs (1969)
- Wesley (1970)
- Scott of the Antarctic (1971)
- Magnificence, Royal Court (1973)
- Brassneck with David Hare, Nottingham Playhouse (1973)
- The Churchill Play, Nottingham Playhouse (1974); repris en 1978 et en 1988
- Weapons of Happiness, National Theatre, Lyttelton (1976); Prix de l'Evening Standard 1976; repris par le Finborough Theatreen 2008
- Epsom Downs, Joint Stock Theatre Company (1977)
- Sore Throats, RSC Donmar Warehouse (1978)
- The Life of Galileo, traduction à partir de Bertolt Brecht, National Theatre, Olivier (August 1990)
- The Romans in Britain, National Theatre, Olivier (October 1980)
- A Short Sharp Shock avec Tony Howard, Royal Court at the Theatre Royal Stratford East (1980)
- Thirteenth Night, RSC Donmar Warehouse (1981)
- Danton's Death, traduction d'après Georg Büchner, National Theatre, Olivier (July 1982)
- The Genius, Royal Court (1983)
- Bloody Poetry, Foco Novo, Hampstead Theatre (1984); Royal Court (1987)
- Pravda avec David Hare, National Theatre, Olivier (1985); Prix de l'Evening Standard en 1985
- Greenland, Royal Court (1988)
- H.I.D. (Hess is Dead), RSC, Almeida Theatre (1989)
- Iranian Nights avec Tariq Ali, Royal Court (1989)
- Moscow Gold avec Tariq Aii, RSC Barbican Theatre (1990)
- Berlin Bertie, Royal Court (1992)
- Faust Parties 1 et 2, traduction d'après Johann Wolfgang von Goethe, RSC Swan Theatre, Stratford upon Avon (Septembre 1995); RSC The Pit (Septembre 1996)
- Ugly Rumours, avec Tariq Ali, Tricycle Theatre (1998)
- Collateral Damage avec Tariq Ali et Andy de la Tour, Tricycle Theatre (1999)
- Snogging Ken avec Tariq Ali et Andy de la Tour, Almeida Theatre (2000)
- Kit's Play, RADA Jerwood Theatre, (2000)
- Paul, National Theatre, Cottesloe (Novembre 2005)[2]
- In Extremis, Shakespeare's Globe (2006)[3], repris en 2007
- Never So Good, National Theatre, Lyttelton (2008)[4]

### Livres
- Diving for Pearls (roman), Nick Hern Books (1989)  (ISBN 9781854590251)
- Hot Irons (journaux, essais, journalisme), Nick Hern Books (1995)  (ISBN 1854591231) ; reéédité dans une version élargie, Methuen (1998)

### Radio
- Nasser's Eden (1998)

### Livret
- Playing Away, livret pour l'opéra de Ben Mason, Opera North et Munich Biennale (1994); repris lors du Festival de Bregenz en 2007

### Scénarios
- Lushly (1972)
- The Saliva Milkshake (1975)
- The Paradise Run (1976)
- Dead Head (série TV) (1986)
- Spooks série dramatique pour la BBC (2001-2005), 14 épisodes; BAFTA Best Drama Series 2002
  - "Traitor's Gate"
  - "The Rose Bed Memoirs"
  - "Mean, Dirty, Nasty" (avec David Wolstencroft)
  - "Nest of Angles"
  - "Blood & Money"
  - "I Spy Apocalypse"
  - "Smoke & Mirrors"
  - "Project Friendly Fire"
  - "The Sleeper"
  - "Who Guards the Guards" (avec Rupert Walters)
  - "Celebrity"
  - "Road Trip"
  - "The Russian"
  - "Diana"

## Prix
- Evening Standard Award de la meilleure pièce 1976, pour Weapons of Happiness
- Evening Standard Award de la meilleure pièce 1985, pour Pravda